# Orthetrum anceps
Orthetrum anceps là loài chuồn chuồn trong họ Libellulidae. Loài này được Schneider mô tả khoa học đầu tiên năm 1845.